# 安居客
安居客是中華人民共和國一家房屋資訊網站，提供中國大陸的待售的新房、二手房、商業地產、待出租的房屋等內容。該網站由梁偉平創辦於2007年1月。安居客允許用戶線上找房、線下看房。2015年3月，安居客被58同城收购。

## 外部連結
- 官方网站